# Wanderson Camargos Trigueiro
Wanderson Camargos Trigueiro,(Contagem, 10 de maio de 1981) mais conhecido como Wandão, é um treinador e ex-jogador de basquetebol brasileiro. É considerado por alguns, um dos melhores jogadores mineiros de todos os tempos, ganhando o prêmio de Melhor Jogador de Minas Gerais no ano de 1998, enquanto atuava pelo Minas Tênis Club, além de várias outras conquistas.
Atualmente treina a equipe do Contagem Towers, equipe essa que ele foi o co-fundador, junto de Kaká Menezes, e jogou lá no final da carreira.
Ele teve passagens históricas pelo Minas, Uberlândia, Quimsa e São José, e também já teve passagens pela Seleção Brasileira de Basquetebol.

## Títulos
Minas
- Campeonato Mineiro: 1997.
- Campeonato Sul Americano: 2007.

Keltek (PR)
- Campeonato Paranaense: 2006.

Uberlândia
- Campeonato Brasileiro: 2004.
- Campeonato Mineiro: 2002, 2004 e 2005.

São José
- Campeonato Paulista: 2009.

- Jogos Regionais: 2009 e 2010.
- Jogos Abertos do Interior: 2009.
- Jogos Abertos Brasileiros: 2010.

Contagem Towers
- Campeonato Mineiro: 2016.

Seleção Brasileira
- Vice-Campeão Sul-Americano: 2004.